# Drum and bass
 Der er for få eller ingen kildehenvisninger i denne artikel, hvilket er et problem. Du kan hjælpe ved at angive troværdige kilder til de påstande, som fremføres i artiklen.

Drum and bass (eller D&B, DnB, dnb, d'n'b, drum'n'bass, drum & bass, dNb, deebee) er en type af elektronisk musik som først rigtigt udfoldede sig i midten af 1990'erne. Genren er karakteriseret ved hurtige breakbeats (typisk mellem 160 til 190 bpm). Genren har rødder i mange elektroniske genrer fra det engelske undergrundsliv. Musikken bruges i dag meget til actionscener i film, action/sportspil og generelt filmscener med vilde sportslige stunts, som f.eks. surfing, skateboarding eller snowboarding.
| Musik | Spire Denne musikartikel er en spire som bør udbygges. Du er velkommen til at hjælpe Wikipedia ved at udvide den. |